# Братьяновка
Братьяновка (рум. Brătianovca, Брэтияновка) — село в Хынчештском районе Молдавии. Наряду с сёлами Сарата-Галбенэ, Карпинянка, Королёвка и Валя-Флорий входит в состав коммуны Сарата-Галбенэ.

## История
Братьяновка была основана в 1908 году путём переселения части жителей из Сарата-Галбенэ. Название села происходит от фамилии румынского помещика Брэтиану которому принадлежала здешняя земля. Тут у него было поместье, которое находилось на территории нынешней фермы (МТФ), но в нём он не жил, только изредка приезжал. К концу 1930-х годов он начал продавать свою землю, а после того как продал все свои земли, уехал в Румынию. Жители Сарата-Галбенэ начали скупать у него эту землю, и когда у некоторых скопилось довольно много земли, начали переезжать сюда. Первые поселенцы начали свои дома в той части села которая находится в районе МТФ. Первые фамилии которые переехали жить здесь были: Урекяну, Грушевские, Прозоровский Георгий.

## География
Село расположено в 25 км от районного центра Хынчешты и в 55 км от столицы Кишинёва на высоте 103 метров над уровнем моря.

## Население
По данным переписи населения 2004 года, в селе Брэтияновка проживает 414 человека (216 мужчин, 198 женщин).
Этнический состав села:
| Национальность | Число жителей | Процентный состав |
| -------------- | ------------- | ----------------- |
| молдаване      | 391           | 94.44             |
| украинцы       | 19            | 4.59              |
| русские        | 3             | 0.72              |
| болгары        | 1             | 0.24              |
| Всего          | 414           | 100%              |

## Экономика
В Братьяновке чуть больше 100 домов. Большая часть жителей села работают в агрокооперативе «Агросаргал», на территории села расположены овцеферма, свиноферма и молочно-товарная ферма (в данный момент не работает), работают два магазина. Рядом с селом находятся два озера, которые сданы в аренду для выращивания рыбы. В 3 км от села находится большой лес Карпиненского лесничества.